# Basse-Terre

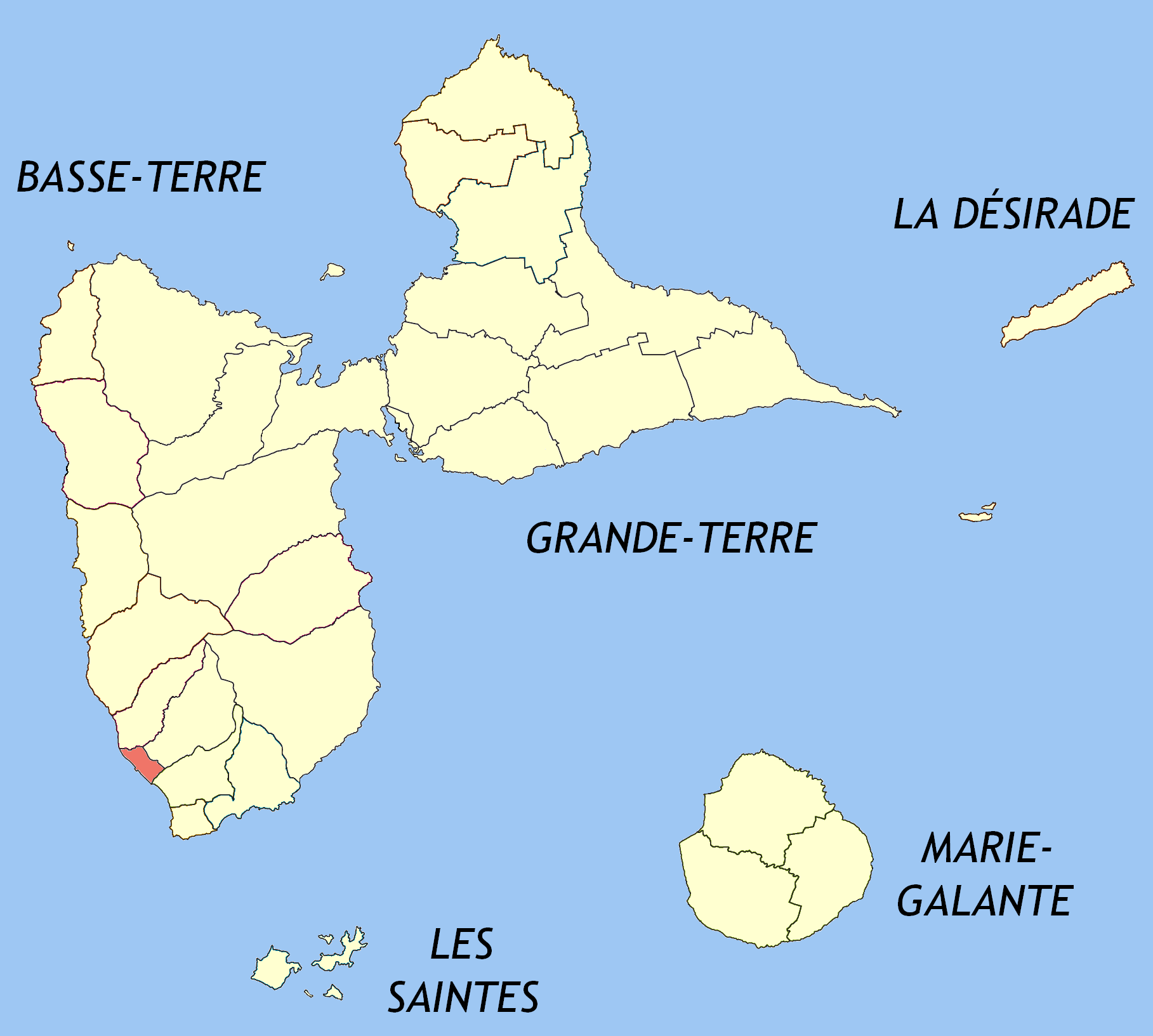
En vermell, el municipi de Basse-Terre

Basse-Terre (Kreyòl ayisyen Basté) és la capital de Guadalupe, una regió i departament d'ultramar de França situat a les Petites Antilles. La ciutat està situada a l'illa homònima, a la part occidental de l'arxipèlag de Guadalupe. Limita amb els municipis de Baillif al nord, Saint-Claude i Gourbeyre a l'est.
Tot i que és la capital administrativa de Guadalupe, Basse-Terre n'és la segona ciutat més gran després de Pointe-à-Pitre, amb gairebé 45.000 habitants el 1999 en la seva àrea urbana.

## Geografia
La ciutat de Basse-Terre se situa al sud-oest de l'illa de Basse-Terre, i al peu del volcà de la Soufrière. La Gran Soufrière, el pic més alt a les Antilles Menors, es troba a l'illa. Arriba als 1.467 metres d'altura i és un volcà actiu.

## Clima
Encara que resulta complicat mesurar les precipitacions en períodes curts, Basse-Terre va tenir la major quantitat de precipitacions en el menor període segons el Llibre Guinness dels Rècords de 2005. El 26 de novembre de 1970, 38 mm de pluja van precipitar en un minut a Basse-Terre.

## Demografia
| Evolució 1961 - 2006 | Evolució 1961 - 2006 | Evolució 1961 - 2006 | Evolució 1961 - 2006 |
| -------------------- | -------------------- | -------------------- | -------------------- |
| Any                  | Total Comuna         | Total Aglomeració    | Percentatge (%)      |
| 1961                 | 13 978               | 34 978               | 39,96                |
| 1967                 | 15 690               | 38 265               | 41,00                |
| 1974                 | 15 457               | 37 862               | 40,82                |
| 1982                 | 13 656               | 34 610               | 39,47                |
| 1990                 | 14 003               | 36 653               | 38,20                |
| 1999                 | 12 410               | 36 126               | 34,35                |
| 2006                 | 12 834               | 37 455               | 34,27                |

## Història
El 1635 va sortir de Saint Kitts i Nevis una expedició francesa a la recerca d'un lloc d'implantació durador en Guadalupe. Amb el desencadenament de la guerra d'extermini dels kali'na per Charles de L'Olive, s'hi instal·laren dominicans per a evangelitzar-los, però abandonaren aquesta empresa i obtingueren una concessió per a establir-s'hi als marges del riu Gallion, on els frares caputxins hi instal·laren una església.

## Administració
| Període   | Identitat              | Partit        |
| --------- | ---------------------- | ------------- |
| 1979-1995 | Jérôme Cléry           | PCF           |
| 1995-2001 | Lucette Michaux-Chevry | RPR           |
| 2001      | Pierre Martin          | Divers droite |
| 2001-2008 | Guy Georges            | Divers droite |
| 2008-2014 | Lucette Michaux-Chevry | UMP           |
| 2014-     | Marie-Luce Penchard    | UMP           |

## Agermanaments
- Pondicherry

## Personatges il·lustres
- Tanya Saint-Val, cantant local
- Louis Delgrès, heroi local
- Luc Sonor, futbolista
- Ibo Simon, cantant militant